# گوگ‌تپه (بیله‌سوار)
گوگ‌تپه روستایی در دهستان گوگ تپه بخش مرکزی شهرستان بیله‌سوار استان اردبیل ایران است.

## جمعیت
بر پایه سرشماری عمومی نفوس و مسکن در سال ۱۳۹۵ جمعیت این روستا ۱٬۳۳۵ نفر (در ۴۰۷ خانوار) بوده است.